# Jay North
Jay Waverly North (Hollywood, Califórnia, 3 de agosto de 1951 – Lake Butler, Flórida, 6 de abril de 2025) foi um ator norte-americano. Começando uma prolífica carreira como um ator da criança na idade de seis anos, North se tornou um nome familiar durante a década de 1960 por seu papel como o bem-intencionado, mas travesso, Dennis Mitchell na sitcom da CBS Dennis the Menace, baseado no tira criada por Hank Ketcham.
Quando adolescente, Jay North fez papéis nos filmes da MGM Zebra in the Kitchen e Maya, e foi protagonista na NBC numa adaptação da série de televisão do filme, também intitulado Maya. Como adulto, North virou-se para a dublagem/dobragem de trabalho para a série animada de televisão, expressando os papéis do Príncipe Turhan em Arabian Knights e um adolescente Bam-Bam Rubble em Bam-Bam e Pedrita.
Depois de deixar o show business e divulgar a verdade de uma infância conturbada como ator juvenil, North começou a trabalhar com o seu colega e ex-estrela infantil Paul Petersen e a organização A Minor Consideration, usando suas próprias experiências como intérprete infantil para aconselhar crianças e outros que trabalham na indústria do entretenimento.

## Morte
North morreu no dia 6 de abril de 2025 aos 73 anos em sua casa em Lake Butler, vítima de um câncer colorretal.

## Filmografia

### Cinema
- The Miracle of the Hills (1959)
- The Big Operator (1959)
- Pépé (1960)
- Zebra in the Kitchen (1965)
- Maya (1966)
- The Teacher (1974)
- Dikiy veter (1986)
- Dickie Roberts: Former Child Star (2003)

### Televisão
- Cartoon Express with Engineer Bill (1957)
- Queen for a Day (1958)
- The George Gobel Show (1958)
- The Eddie Fisher Show (1958)
- The Milton Berle Show (1958)
- Wanted: Dead or Alive (1958)
- 77 Sunset Strip (1959)
- Rescue 8 (1959)
- Cheyenne (1959)
- Bronco (1959)
- Colt .45 (1959)
- Sugarfoot (1959)
- The Detectives Starring Robert Taylor (1959)
- The Tennessee Ernie Ford Show (1959)
- The Ed Sullivan Show (1960)
- The Donna Reed Show (1960)
- The Red Skelton Hour (1960)
- The Dinah Shore Chevy Show (1960)
- Art Linkletter's House Party (1961)
- Dennis the Menace (1959–1963)
- Wagon Train (1964)
- The Man from U.N.C.L.E. (1965)
- The Lucy Show (1966)
- My Three Sons (1966)
- Jericho (1966)
- Space Ghost/Dino Boy (1966)
- Maya (1967–1968)
- Arabian Knights (1968)
- Here Comes the Grump (1969–1971)
- Bam-Bam e Pedrita (1971)
- Lassie (1973)
- Scout's Honor (1980)
- General Hospital (1982)
- Our Time (1985)
- Not Necessarily the News (1988)
- The Simpsons (1999)